# Глава 11 Кодекса США о банкротстве
Глава 11 — глава Кодекса США о банкротстве, допускающая реорганизацию при использовании законов США о банкротстве. Согласно главе 11, банкротом себя может объявить любое предприятие, организованное как корпорация или частная собственность, а также частные лица в индивидуальном порядке (хотя в основном используется для корпоративных организаций). Напротив, глава 7 того же Кодекса управляет процессом ликвидации в рамках банкротства, а глава 13 описывает процесс реорганизации для частных лиц с необеспеченным долгом менее 336 900 $ и обеспеченным долгом менее 1 010 650 $ на 1 апреля 2007 года.